# Kościół św. Wawrzyńca w Regulicach
Kościół św. Wawrzyńca w Regulicach – kościół pw. św. Wawrzyńca znajdujący się w Regulicach, w powiecie chrzanowskim, w województwie małopolskim.

## Historia
W II połowie XV w. w Regulicach stał drewniany kościół otoczony cmentarzem. 21 listopada 1887 r. rozpoczęto jego rozbiórkę. Na jego miejscu stoi dziś (2019) krzyż. Nowy budynek został zbudowany w latach 1885–1887 w innym miejscu, przez inż. Aleksandra Gebauera. Kościół poświęcił 27 sierpnia 1898 r. bp Jan Puzyna .

## Architektura
Budynek murowany, na planie krzyża łacińskiego, jednonawowy, wieża wbudowana w fasadę. Jest to przykład neostylowej architektury sakralnej z przewagą elementów neoromańskich. Polichromie namalował w 1912 r. Tadeusz Gadomski. Wokół kościoła znajdował się cmentarz dla parafian.

## Wyposażenie

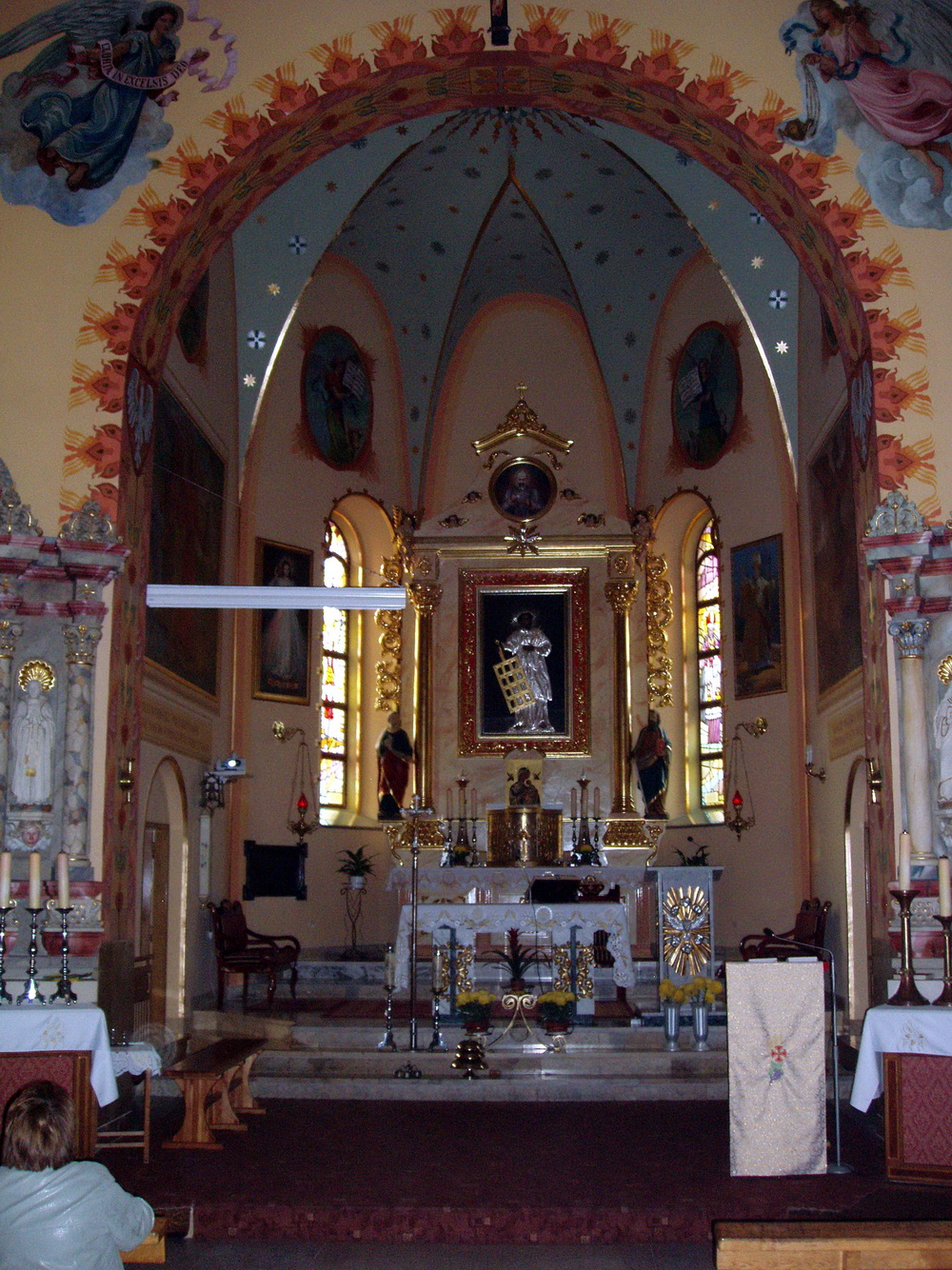
Wnętrze świątyni

- z 1370 roku pochodzi gotycka rzeźba Marii z Dzieciątkiem na prawym ramieniu, tzw. dexiokratusa[5] [6]  wysoka na 141 cm. Rzeźbę tą jako jedną z najlepszych zalicza się do tzw. typu krakowskiego, odznaczającego się miękkim modelunkiem, przestrzennym kontrapostem i elegancją formy. W tym zakresie jest ona dziełem klasycznym[7]. Rzeźba znajduje się obecnie w Muzeum Narodowym w Krakowie przy Placu Szczepańskim 9. z zapisu w kartotece inwentaryzacyjnej muzeum wynika, że rzeźba została zakupiona od parafii Regulskiej w 1902 r. za 100 koron[4] .
- feretron w typie Fons Vitae, znajdujący się w Muzeum Archidiecezjalnym w Krakowie pod nr inw. 175/1;
- obraz Matki Bożej z Dzieciątkiem, szkaplerznej z wieku XVII?, w sukience srebrnej z 1. połowy XVIII w;
- chrzcielnica marmurowa z 1651 r. z miedzianą pokrywą;
- krucyfiks późnogotycki z początku XVI w;
- kielich regencyjny z 2. ćwierci XVIII w;
- ornaty haftowane z XVIII w;
- w kapliczce rzeźba Jana Nepomucena z XVIII – XIX wieku[8][4] .